# Tour de France (film)
Pour les articles homonymes, voir Tour de France (homonymie).
Pour plus de détails, voir Fiche technique et Distribution.
Tour de France est un film français réalisé par Rachid Djaïdani, sorti en 2016. Le film est sélectionné dans le cadre de la Quinzaine des réalisateurs au festival de Cannes 2016.

## Synopsis
Après un règlement de comptes, Far’Hook, jeune rappeur de 20 ans, est contraint de quitter Paris pour se « mettre au vert » quelque temps. Sur les conseils de son producteur Bilal, il va accompagner le père de ce dernier, Serge, pour faire le tour des ports de France, sur les traces du peintre Claude Joseph Vernet (auteur notamment de la série Vues des ports de France). Bilal s'est éloigné de son père à cause de sa religion, l'islam, la même que celle de Far’Hook... Malgré leurs différences, le jeune rappeur prometteur et le maçon taciturne du Nord vont peu à peu se lier d'amitié. Ils vont accomplir un long périple, qui les mènera jusqu'à Marseille, pour un concert.

## Fiche technique
- Titre français : Tour de France
- Réalisation et scénario : Rachid Djaïdani
- Production : Anne-Dominique Toussaint
- Post-Production : Cédric Ettouati
- Directeur de production : Jean-Jacques Albert
- Coproducteur : Raphaël Berdugo, Stéphane Célérier et Valérie Garcia
- Photographie : Luc Pagès
- Musique : Clément Dumoulin
- Image : Luc Pagès
- Décorateur : Jimmy Vansteenkiste
- Monteur : Nelly Quettier
- Costume : Sophie Goudard
- Son : Jérôme Pougnant, Margot Tesemale, Julien Perez
- Sociétés de production : Les Films des Tournelles
- coproduction : Mars Films, Cité Films, AOC Films, Film Factory
- Participation :CNC, Canal+ et la Région Aquitaine-Limousin-Poitou-Charentes et du département de la Charente-Maritime
- Distribution : Mars Distribution (France)
- Exportation / Vente internationale : Cité Films
- Pays d'origine :  France
- Genre : comédie dramatique
- Durée : 95 minutes
- Budget : 3M euros
- Date de sortie : 
  - France : 15 mai 2016 (Quinzaine des réalisateurs au festival de Cannes 2016)
  - France : 16 novembre 2016

## Distribution
- Gérard Depardieu : Serge
- Sadek : Far'Hook
- Louise Grinberg : Maude
- Anne-Dominique Toussaint : la maman (voix)
- Nicolas Marétheu : Bilal
- Mabô Kouyaté : Sphynx

- Stéphane Soo Mongo : un voyageur à la gare
- Mos Def : Foce (crédité sous le nom de Yasiin Bey)
- Alain Pronnier : Piotr
- Raounaki Chaudron : Fatoumata
- Kheira Bouabdelli : la Chibania
- Prescillia Andreani : la serveuse de chicha
- Christine Hevers : l'Hôtelière
- Corinne Hamida : la femme de chambre
- Lionel Richard : un policier de la BAC
- Kounda : le chef garagiste
- Réda Jeghi : le lascar

## Production
Il s'agit du deuxième long métrage du réalisateur Rachid Djaïdani, en 2012 il avait réalisé son premier film intitulé Rengaine.

### Préproduction
Rachid Djaïdani et Gérard Depardieu se sont rencontrés la première fois en 1996, ils ont collaboré dans le film Le Plus beau métier du monde de Gérard Lauzier, dans lequel le réalisateur tenait un petit rôle.
Avant d'aller en tournage, Rachid Djaïdani avait vu plusieurs rappeurs pour le rôle Far'Hook, mais le compositeur Clément Dumoulin lui a proposé de rencontrer Sadek.

### Lieux de tournage
- Pays :  France
- Lens[2]
- La Rochelle
- Rochefort[3],
- Bayonne[4]
- Dieppe
- Bordeaux
- Marseille
- Sète
- Bandol
- Ludon-Médoc
- La Tremblade
- Pézenas
- Sanary-sur-Mer
- Paris

## Accueil

### Critique
Le film obtient la note de 5/5 par le journal Le Parisien. Le Journal du dimanche met la note de 4/5, comme pour le magazine Télé 2 semaines et l'hebdomadaire L'Express. Pour ce film, vingt quatre titres de presse l'ont noté et le long-métrage obtient la note de 3,2/5 au total.

## Nominations
En France : 
- Sadek est nommé au Lumières de la presse étrangère 2017 (édition 22).

- Rachid Djaïdani est nommé dans cinq catégories au Quinzaine des réalisateurs 2016 (édition 48)[7].
- Le film a été sélectionné au Festival de Cannes

A l'étranger :
- Festival international du film francophone de Namur: Nomination[8]

- Festival du Film Français d'Helvétie : Nomination

- Festival du Film Francophone de Grèce : Nomination acteur Sadek

- Rendez-vous du cinéma francophone en Côte d'Ivoire: Nomination réalisation Rachid Djaïdani
- Festival international du film de Dubai :  Nomination acteur Sadek
- France Odéon, Festival de Cinéma français à Florence : Nomination réalisateur, acteur Rachid Djaïdani et Gérard Depardieu

## Bande originale
- Sadek- Cabaret- Paname- Kush- A nos enfants
- Serge Reggiani : Le petit-Garçon
- Serge Lama : Je suis malade
- Farid El Atrache : Nour Noura
- (Chant basque) - Aitorren hizkuntz zaharra